# Lipkea ruspoliana
Lipkea ruspoliana is een neteldier uit de klasse Staurozoa. 
Het dier komt uit het geslacht Lipkea en behoort tot de familie Lipkeidae. Lipkea ruspoliana werd in 1886 voor het eerst wetenschappelijk beschreven door Vogt.